# Okręg Solura
Solura (niem. Bezirk Solothurn) – okręg w Szwajcarii, w kantonie Solura, w jednostce administracyjnej (Amtei) Solura-Lebern (Solothurn-Lebern). Siedziba okręgu znajduje się w miejscowości Solura.  
Okręg składa się z jednej gminy (Gemeinde) o powierzchni 6,28 km² i o liczbie mieszkańców 16 807.

## Gminy
1. Solura